# بوراس شجري مشادوني
بوراس شجري مشادوني (الاسم العلمي:Borassodendron machadonis) هو نوع نباتي يتبع جنس البوراس الشجري من فصيلة الفوفلية.
يتواجد البوراس الشجري المشادوني في ماليزيا وتايلاند, وهو مهدد بالانقراض بسبب فقدان الموائل.